# Don’t Believe

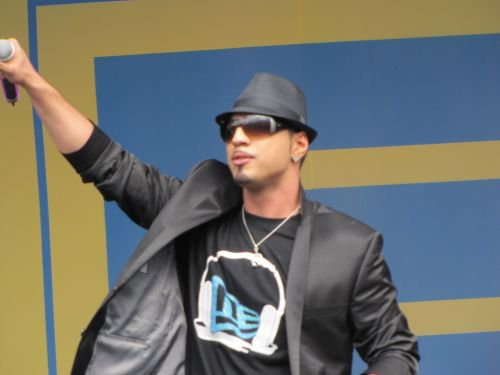
Der Interpret Mehrzad Marashi

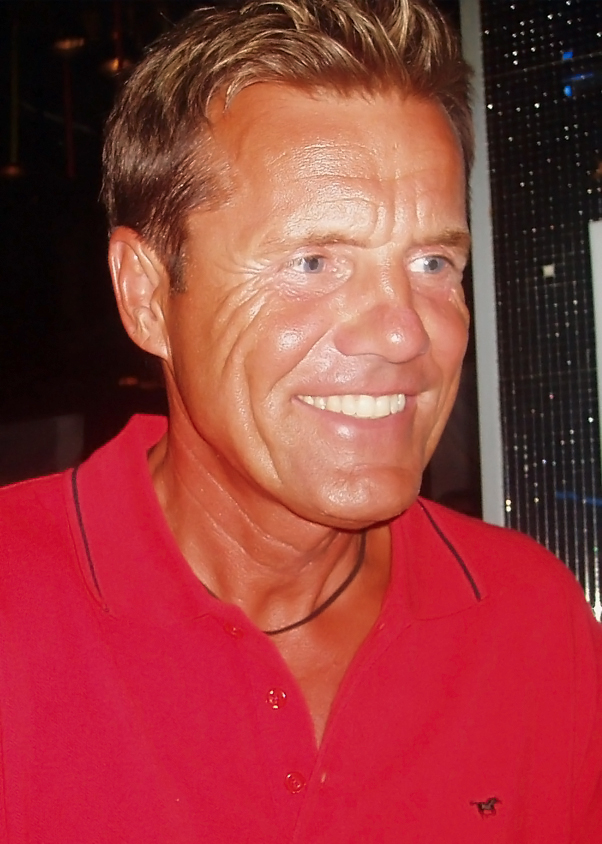
Der Komponist und Produzent Dieter Bohlen

Don’t Believe ist ein Popsong, der im Mai 2010 von Mehrzad Marashi, dem Gewinner der siebten Staffel von Deutschland sucht den Superstar, veröffentlicht wurde. Das Stück wurde von Dieter Bohlen geschrieben.

## Hintergrund
Don’t Believe sollte ursprünglich als zweite Single des Gewinners der sechsten DSDS-Staffel Daniel Schuhmacher veröffentlicht werden, jedoch glaubte Bohlen nicht mehr an dessen weiteren Erfolg und beendete die Zusammenarbeit.
Für das Finale der siebten Deutschland-sucht-den-Superstar-Staffel 2010 wurde der Song schließlich zum Siegerlied bestimmt. Er wurde während der Show insgesamt dreimal von Mehrzad Marashi und seinem Finalgegner Menowin Fröhlich gesungen. Mit 56,4 Prozent der Stimmen gewann Marashi die Staffel und durfte somit den Titel veröffentlichen.
In der folgenden Woche stieg Don’t Believe auf Platz eins der deutschen Charts ein. Auf Internetseiten wie Facebook oder StudiVZ wollten einige Benutzer verhindern, dass dieser Song auf Platz eins der deutschen Single-Charts kommt. Man schlug vor, den Song Boomerang von Blümchen zu kaufen. Andere riefen dazu auf, das Lied Tribute von Tenacious D wieder in die Charts zu bringen. Da die Band allerdings ebenfalls bei Sony unter Vertrag stand, meldete Sony das Lied nicht nochmal an. So wurde dazu aufgerufen, das Lied Stairway to Heaven von Led Zeppelin herunterzuladen, auf das sich das Lied Tribute bezieht. Diese Aktionen blieben erfolglos, führten allerdings zu recht hohen Chartplatzierungen der genannten Lieder: Boomerang schaffte es bis auf Platz sieben, Stairway to Heaven konnte Platz 15 erreichen.
Einige Tage später wurden Vorwürfe laut, Don’t Believe sei ein Plagiat von Leona Lewis’ Bleeding Love. Allerdings standen beide Künstler bei Sony unter Vertrag, so dass vermutete rechtliche Konsequenzen wohl intern geregelt werden konnten. Der Song konnte sich in 48 Stunden 48.000 Mal digital verkaufen. Nach fünf Tagen war er mehr als 100.000 Mal heruntergeladen worden.

## Musikvideo
Acht Tage nach dem Sieg wurde das Musikvideo zu Don’t Believe gedreht. Im Video läuft Marashi in einem grünen Outfit durch Straßen in New York City, unter anderem steht er auch auf der Brooklyn Bridge. Während des Refrains steht Marashi im roten Anzug auf einem Flachdach, hinter ihm die New Yorker Skyline.

## Chartplatzierungen
| ChartsChartplatzierungen | Höchstplatzierung | Wochen |
| ------------------------ | ----------------- | ------ |
| Deutschland (GfK)        | 1 (17 Wo.)        | 17     |
| Österreich (Ö3)          | 1 (13 Wo.)        | 13     |
| Schweiz (IFPI)           | 1 (9 Wo.)         | 9      |